# Ilha Grande dos Marinheiros
Ilha Grande dos Marinheiros är en ö i Brasilien.   Den ligger i delstaten Rio Grande do Sul, i den södra delen av landet, 1 600 km söder om huvudstaden Brasília.
Runt Ilha Grande dos Marinheiros är det i huvudsak tätbebyggt. Runt Ilha Grande dos Marinheiros är det mycket tätbefolkat, med 2 811 invånare per kvadratkilometer.